# 과테말라 마야어 학술원
과테말라 마야어 학술원(스페인어: Academia de Lenguas Mayas de Guatemala, ALMG)은 과테말라에서 쓰이는 22개 마야어족 언어 사용을 진흥하고 표준화하고자 설립된 기관이다. 마야 언어들의 표준 정서법을 개발하는 데 많은 노력을 기울여 왔으며, 마야어 교육 과정 개발과 스페인어-마야어 통역사 양성 등의 활동을 통해 마야 문화 진흥을 돕고 있다.

## 역사
20세기 중반 과테말라에서는 마야 언어들을 적기 위한 표준 정서법을 개발해야 한다는 목소리가 나오기 시작했다. 1949년 과테말라 교육부는 제1차 언어학 회의(I Congreso Lingüístico)를 열어 마야어 표기를 위한 자소의 목록을 결정하고 공식화했다. 이 회의는 키체어 학술원이 설립되는 계기가 되었고, 이어진 1984년의 제2차 언어학 회의에서는 과테말라 내의 마야어 표기법을 관리할 기관을 세워야 한다는 합의가 도출되었다. 이에 따라 1986년에 과테말라 교육부 산하 농촌 사회·교육 개발국(Dirección de Desarrollo Socio Educativo Rural)을 중심으로 여러 공립·사립 단체가 모여 과테말라 마야어 학술원 출범을 준비하였다. 여기에 참여한 단체 중 일부만 나열하면 다음과 같다.
- 과테말라 교육부 국가 이중언어 교육 프로그램(PRONEBI)
- 과테말라 국립 원주민 연구소(IIN)
- 국제 SIL 과테말라 지부
- 케트살테낭고 마야 작가 협회
- 케트살테낭고 키체 마야어 학술원(ALMK’)
- 라파엘 란디바르 대학교

1990년 10월 과테말라 의회가 과테말라 마야어 학술원법을 통과시킴에 따라, 1990년 11월 26일에 과테말라 마야어 학술원이 독립 정부기관으로서 공식 출범하였다.
과테말라 마야어 학술원 본부는 과테말라시 제10구역에 위치해 있다. 본부 건물은 과거 과테말라 내전 시기에 과테말라 국방부 장관 관저로 쓰인 건물인데, 내전 중 과테말라 정부는 마야 원주민에 대한 집단학살을 저지른 역사가 있다.
2019년에는 마리아 에스페란사 알리시아 툭툭 무슈(María Esperanza Alicia Tuctuc Mux)가 최초의 여성 학술원장으로 선출되었다.

## 구성
과테말라 마야어 학술원은 22개의 마야 언어 공동체를 각각 대표하는 이사회들로 구성되어 있다.
- 아치어
- 아카텍어
- 아와카텍어
- 초르티어
- 추흐어
- 이차어
- 이실어
- 하칼텍어
- 칵치켈어
- 키체어
- 맘어
- 모판어
- 포코맘어
- 포콤치어
- 칸호발어
- 켁치어
- 사카풀텍어
- 시파카파어
- 텍티텍어
- 추투힐어
- 우스판텍어
- 찰치텍어

2003년 7월 21일에 찰치텍어가 새로 추가되었다. 찰치텍어는 아와카텍어의 방언으로 여겨지기도 한다.

## 마야어 정서법
과테말라 마야어 학술원이 개발한 정서법에 따르면 과테말라 마야 언어들의 음소들은 다음과 같이 표기된다. 멕시코의 마야 언어들은 멕시코 국립 원주민 언어 연구소(INALI)가 개발한 다른 표기법을 따른다.
| 모음                                                                       | 모음 | 모음 | 모음 | 모음 | 모음 | 자음 | 자음  | 자음 | 자음 | 자음 | 자음 | 자음 | 자음  | 자음 | 자음 |
| ALMG                                                                       | IPA  | ALMG | IPA  | ALMG | IPA  | ALMG | IPA   | ALMG | IPA  | ALMG | IPA  | ALMG | IPA   | ALMG | IPA  |
| -------------------------------------------------------------------------- | ---- | ---- | ---- | ---- | ---- | ---- | ----- | ---- | ---- | ---- | ---- | ---- | ----- | ---- | ---- |
| a                                                                          | [a]  | aa   | [aː] | ä    | [ɐ]  | bʼ   | [ɓ]   | b    | [b]  | ch   | [t͡ʃ] | chʼ  | [t͡ʃʼ] | h    | [h]  |
| e                                                                          | [e]  | ee   | [eː] | ë    | [ɛ]  | j    | [χ]   | k    | [k]  | kʼ   | [kʼ] | l    | [l]   | m    | [m]  |
| i                                                                          | [i]  | ii   | [iː] | ï    | [ɪ]  | n    | [n]   | nh   | [ŋ]  | p    | [p]  | q    | [q]   | qʼ   | [qʼ] |
| o                                                                          | [o]  | oo   | [oː] | ö    | [ɤ̞]  | r    | [r]   | s    | [s]  | t    | [t]  | tʼ   | [tʼ]  | tz   | [t͡s] |
| u                                                                          | [u]  | uu   | [uː] | ü    | [ʊ]  | tzʼ  | [t͡sʼ] | w    | [w]  | x    | [ʃ]  | y    | [j]   | ʼ    | [ʔ]  |
| 유카텍어 등 성조 언어에서 높은 성조는 “á”나 “ée”처럼 양음 부호로 표시한다. |      |      |      |      |      |      |       |      |      |      |      |      |       |      |      |

후치경음과 권설음을 구별하는 언어(맘어, 이실어, 텍티텍어, 아와카텍어, 칸호발어, 폽티어, 아카텍어)에 대해서는 다음과 같은 표기를 제시한다.
| ALMG | IPA  | ALMG | IPA   | ALMG | IPA |
| ---- | ---- | ---- | ----- | ---- | --- |
| ch   | [tʃ] | chʼ  | [tʃʼ] | x    | [ʃ] |
| tx   | [tʂ] | txʼ  | [tʂʼ] | xh   | [ʂ] |

## 참고 문헌
- French, Brigittine. 2004. The politics and semiotics of sounds – Mayan linguistics and nation-building in Guatemala. Collegium Antropologicum 28, Supplement 1:249–255.
- Fischer, E. F., & Brown, R. M. (Eds.). (2010). Maya cultural activism in Guatemala. University of Texas Press.
- Rostica, J. C. (2007). Las organizaciones mayas de Guatemala y el diálogo intercultural. Política y cultura, (27), 75-97.
- England, N. C. (2003). Mayan language revival and revitalization politics: Linguists and linguistic ideologies. American anthropologist, 105(4), 733-743.